# Walker Lee Cisler
Walker Lee Cisler (Marietta, Ohio, 8 de outubro de 1897 – 18 de outubro de 1994) foi um engenheiro mecânico e empresário estadunidense. Foi um dos membros fundadores da Academia Nacional de Engenharia dos Estados Unidos.

## Biografia
Cisler obteve um grau de engenheiro mecânico na Universidade Cornell em 1922.
Foi ativo no início do desenvolvimento da energia nuclear, sendo secretário executivo da Comissão de Energia Atômica dos Estados Unidos em 1947-1948, primeiro presidente do Atomic Industrial Forum.
Cisler foi um membro fundador da Academia Nacional de Engenharia dos Estados Unidos, e um fellow do Instituto de Engenheiros Eletricistas e Eletrônicos, American Institute of Management e American Nuclear Society. Foi presidente da Sociedade dos Engenheiros Mecânicos dos Estados Unidos (ASME), Engineers Joint Council e do Edison Electric Institute.